# Tommaso Vincidor
Tommaso di Andrea Vincidor (* 1493 in Bologna, Italien; † 1536 in Breda, Niederlande) war ein italienischer Maler und Architekt der Renaissance.

## Namensschreibung
Man trifft Tommaso di Andrea Vincidors Name in den seit 1517 zu ihm zu findenden Dokumenten auch als Tommaso Vincitore oder Tommaso da Bologna an.

## Leben und Werk
Es wird angenommen, dass er zuerst in Rom Schüler und Assistent von Raphael war und diesem z. B. bei dessen Fresken im Vatikan zur Hand ging. Nach Raphaels Ableben war Vindicor dann ab 1520 in Flandern tätig und wird oft als Beispiel der Vermittlung der Neuerungen in der italienischen Kunst seiner Zeit in die Niederlande gesehen. Diese Funktion kann man z. B. an seinem 1521 nachweisbaren Austausch von Drucken von Werken von Raphael sehen sowie an den ihm zugeschriebenen Bauten und Grabdenkmälern im Renaissance-Stil in Flandern.

### Vincidors Bekanntschaft mit Dürer
Vincidor soll Albrecht Dürer 1521 bei dessen Besuch Antwerpens porträtiert haben, eine Geste die Dürer nach Tagebuchangaben erwiderte. Dürer nennt ihn in seinem Tagebuch Thomas Polonier, also Thomas aus Bologna.

### Der Brief Vincidors an Papst Leo
Der Brief von 1520 eines Malers an Papst Leo X. wird allgemein als von Vincidor geschrieben betrachtet und gibt einen interessanten Einblick in die Übermittlung von Bildern italienischer Meister auf Karton als Vorlagen für die in Flandern in Auftrag gegebenen Teppiche.

### Vincidor als Architekt
Vincidor war um 1536 der Architekt eines der ersten Bauten im Stil der Renaissance in den Niederlanden, des Schlosses von Breda.

### Meister mit dem Würfel?
Der anonyme Meister mit dem Würfel, ein Kupferstecher der Renaissance, wird heute als vielleicht identisch mit Vincidor gesehen, diese Identifizierung ist jedoch nicht unbedingt gesichert.

## Werke (Auswahl)
Vincidor werden z. B. folgende Werke zugeschrieben, die zuvor unter „Anonymer Meister aus Flandern“ geführt wurden.
- Anbetung des Kindes, Karton, Paris, Musée du Louvre Département des Arts Graphiques. INV 4269
- Alexander und Roxanne, Karton, Paris, Musée du Louvre Département des Arts Graphiques. INV 3885
- Bacchus. New York, Metropolitan Museum of Art
- Beschneidung Christi (Circoncision), Paris, Musée du Louvre
- Boughton House Kartons (nach Raphael), Kartons als Vorlage für die Wandteppich in Boughton House, Kettering (Northamptonshire)
- Stationen des Lebens (Les Ages de la vie), Serie von fünf Kartons, Paris, Musée du Louvre Département des Arts Graphiques, INV 20710 bis INV 20714
- Triumph der Silene (Le triomphe de Silène), Karton, Paris. Musée du Louvre Département des Arts Graphiques, INV INV 20715
- Verkündigung, Karton, Oxford, Ashmolean Museum
- Vision des Ezekiel, mit dem Wappen des Papstes Leo X., Karton nach Raphael, Madrid, Museo Nacional de Artes Decorativas

Vincidor werden weiter einige Kartons mit Kreidezeichnungen, heute in Privatbesitz, zugeschrieben.